# Trumpkin
Trumpkin es un personaje de ficción de C. S. Lewis que aparece en la novela de Las Crónicas de Narnia. Trumpkin es un enano que vive en Narnia durante los reinados del rey Miraz y Caspian. En El príncipe Caspian tiene un gran papel y se menciona brevemente en La travesía del Viajero del Alba.

## Ficción y biografía
Trumpkin se introdujo por primera vez en el tercer libro publicado de Las Crónicas de Narnia, el Príncipe Caspian. Cuando él entra en historia, el rey telmarino Miraz está gobernando usurpándole el trono a Caspian. Este personaje es muy leal a Caspian, pero no cree en Aslan, ni en magia blanca, ni en los dos reyes y dos reinas de Narnia en la Edad de Oro. Cuando el ejército narniano está siendo golpeado, Caspian usa el cuerno mágico de la Reina Susan, con la esperanza de tener alguna ayuda. Trumpkin va a las ruinas de Cair Paravel para intentar buscar ayuda. En las ruinas antiguas que conoce a los reyes y las reinas Peter, Edmund, Susan y Lucy, y los lleva a ver al Príncipe Caspian. Allí se reúne con Aslan, y cree en los antiguos"cuentos de hadas".
Es mencionado en La travesía del Viajero del Alba como el gobernante del país durante el viaje de Caspian. Acerca de sesenta años después, en La silla de plata, Trumpkin es un viejo, sordo y cansado enano. Trumpkin es conocido por utilizar exclamaciones como "bañeras y conchas de tortuga" y "Cuervos y vajillas"
- Datos: Q1919840